# أصيلا دي أرماس بيرز
أصيلا دي أرماس بيرز (بالإنجليزية: Asela de Armas Pérez)‏ (ولدت في 12 ديسمبر، 1954) وهي لاعبة شطرنج كوبية حصلت على لقب أستاذ دولي في (الشطرنج) لعام (1978). وهي الفائزة بعشر مرات ببطولة الشطرنج الكوبية للسيدات (1971 ، 1973 ، 1974 ، 1975 ، 1976 ، 1977 ، 1978 ، 1979 ، 1986 ، 1988).

## حياتها
من أوائل السبعينات إلى أواخر الثمانينات، كانت واحدة من أبرز لاعبات الشطرنج الكوبيات. فازت أصيلا دي أرماس بيرز ببطولة الشطرنج الكوبية للنساء عشر مرات: 1971 و 1973 و 1974 و 1975 و 1976 و 1977 و 1978 و 1979 و 1986 و 1988. في عام 1978 ، حصلت على لقب أستاذ دولي في (الشطرنج) لعام (1978).
شاركت أصيلا دي أرماس بيرز ثلاث مرات في بطولة الشطرنج العالمية للنساء:
- في عام 1979 ، شاركت في بطولة انترونال في أليكانتي وتقاسمت المركزين الحادي عشر والثاني عشر[5]
- في عام 1985 ، شاركت في بطولة انترونال في هافانا بين المركزين 11 و 12.[6]
- في عام 1987 ، في بطولة انترونال في سميديريفسكا بالانكا حصلت على المرتبة 14.[7]

لعبت أصيلا دي أرماس بيرز دور كوبا في أولمبياد الشطرنج للسيدات:
- في عام 1984 ، في الدورة الثانية في أولمبياد الشطرنج السادس والعشرون (النساء) في سلانيك (+2 ، = 5 ، -4) ،
- في عام 1986 ، في الدورة الثانية في أولمبياد الشطرنج السابع والعشرين (النساء) في دبي (+3 ، = 5 ، -4) ،
- في عام 1988 ، في أولمبياد الشطرنج الثامن والعشرين (النساء) في سلانيك (+3 ، = 1 ، -6) ،
- في عام 1990 ، في الأولمبياد الشطرنج 29 (النساء) في نوفي ساد (+3 ، = 2 ، -3).

## وصلات خارجية
- أصيلا دي أرماس بيرز على موقع مباريات الشطرنج (الإنجليزية)
- أصيلا دي أرماس بيرز على موقع 365Chess.com (الإنجليزية)
- أصيلا دي أرماس بيرز على موقع Chesstempo.com (الإنجليزية)
- أصيلا دي أرماس بيرز سجل أولمبياد الشطرنج للسيدات على موقع OlimpBase.org (الإنجليزية)